# Шяуляйське повстання
Шяуляйське повстання 1769 року — виступ селян Шяуляйської економії проти пригнічення.

## Передумови
Невдоволення селян почалося через збільшення в економії чиншу та запровадження фільваркової системи господарювання.
Ініціатором нововведень у господарській системі виступив підскарбій Антоній Тизенгауз, який керував економією у 1765 році.
У 1768 — 1769 роках жителі 27 сіл були позбавлені своїх земельних наділів, на яких було створено 21 фільварок. За кожну ¼ волоки селяни змушені були відпрацьовувати 2 дні на тиждень. Широко практикувалася примусова праця на мануфактурах, заборонялася торговельна та підприємницька діяльність. Становище селян погіршилося внаслідок неврожаю 1768 року. Адміністрація економії примусово стягувала податки. За несплату у селян забирали худобу, карали різками.
Початку повстання допомогла боротьба Барської конфедерації та Коліївщини проти королівської влади.

## Повстання
Повстання почалося 13 липня 1769 року, коли незадоволені селяни розігнали адміністрацію у містечку Жегари і заволоділи майном адміністрації та касою. До повстання приєдналися мешканці сусідніх населених пунктів. Селяни відмовлялися виконувати обов'язки, заарештовували урядників економії. Повстанці обрали собі нове керівництво: дворянина-вчителя С. Олександровича, війтів М. Павгу, Я. Радвіла, Я. Маргеліса, дворянина І. Кудревича. Серед вимог повстанців були призначення нової адміністрації, скасування фільварків, скасування запряжної повинності, примусової праці на мануфактурах, тілесних покарань. Керівники повстанців публічно засудили 12 службовців економії, троє з яких були взяті під варту. Загалом у заворушеннях брали участь близько 5 тисяч селян. Лише окремі з них мали на озброєнні вогнепальну зброю.
У жовтні 1769 року до економії увійшли урядові війська, що призвело до припинення селянських виступів. 5 керівників повстання були засуджені до страти.
12 січня 1770 року Павга і Радвіл були страчені. За рішенням короля С. Язовський, Т. Мартиновський і Маргеліс покарані різками та кинуті у в'язницю на довічний термін. Було покарано й інших учасників повстання. Селянські повинності були тимчасово зменшені.